# 路內
路內（1973年12月10日—），本名商俊偉 ，江苏蘇州人，中國當代小說家、编剧。現居上海。

## 主要著作
- 《少年巴比伦》（追隨三部曲之一）
- 《追随她的旅程》（追隨三部曲之二）
- 《云中人》
- 《天使坠落在哪里》（追隨三部曲之三）
- 《花街往事》
- 《慈悲》
- 《十七岁的轻骑兵》（追随三部曲番外）

## 影视改编
- 少年巴比伦（电影），2017年上映；董子健、李梦主演。
- 少年巴比伦（电视剧），2024年播出；侯明昊、杨采钰主演。